# Église Saint-Sulpice du Bugue
Pour les articles homonymes, voir Église Saint-Sulpice.
L'église Saint-Sulpice du Bugue est une église catholique située dans le village du Bugue, dans le département de la Dordogne, en France. C'est l'une des 70 églises de la paroisse Notre-Dame-de-Capelou qui regroupe quarante-sept communes et 22 500 habitants.
Elle est connue pour abriter l'un des orgues de Gaston Maille, l'un des plus beaux de Dordogne, et de nombreux vitraux du XIXe siècle.

## Histoire et description
Le Bugue est un chef-lieu de centaine au IXe siècle. Les Annales bénédictines, tome 1, p. 47 citent un acte de 856. Les centaines ont été créées par Clotaire et remplacées par les archiprêtrés au Xe siècle. Un archiprêtré du Bugue est déjà cité au Xe siècle. L'abbaye de bénédictines dédiée sous le titre du Saint Sauveur est fondée au Xe siècle par Adélaïde de Montignac épouse de Grimoard. L'église Saint-Marcel dépend de cette abbaye. L'église Saint-Sulpice se trouvant près de la Vézère est celle de la paroisse du Bugue, dépendant du diocèse de Périgueux. Guillaume de Gourdon met le feu à la ville vers 1160 et détruit le couvent. Il est reconstruit au XIIIe siècle. Par un acte passé le 6 mai 1264 entre l'abbesse Marie de Commarque et Raymond de Bouville et ses frères, seigneurs de Limeuil, la ville du Bugue et le couvent dépendent des seigneurs de Limeuil,,.
Selon la bulle de création de l'évêché de Sarlat, la Vézère servait de frontière entre les deux évêchés du Périgord. L'archiprêtré du Bugue dépendait du diocèse de Périgueux.
En 1414 il ne reste plus que quelques religieuses dans l'abbaye qui confine à la ruine. Le Bugue tombe entre les mains des Anglais. Au milieu du XVe siècle, l'abbaye est dans un état déplorable. Il ne reste que deux religieuses. Gabrielle du Breuil est abbesse en 1550, mais en 1563 elle devient protestante. À la mort de l'abbesse Antoinette de Saint-Michel, en 1575, Galiot de la Tour, seigneur de Limeuil, chasse les religieuses. L'abbaye est pillée en 1577. Elle reste inoccupée pendant 28 ans. L'ancien couvent tombe en ruine. En 1677, Marie-Catherine de Rocquart est nommée abbesse, confirmée par le pape en 1681. Elle a entrepris la reconstruction de l'abbaye au bord de la Vézère. En 1686, la nef de l'église Saint-Sulpice reste à bâtir. L'évêque de Périgueux a transféré le service divin de la paroisse Saint-Sulpice dans l'église de l'abbaye. Un acte de 1691 indique que les cures Saint-Marcel du Bugue, Saint-Cirq, Monmadalès et Marnac sont rattachées à l'abbaye. En 1759, après la nomination comme abbesse d'Elisabeth d'Aubusson, un incendie dévore le couvent. Les bâtiments sont mal reconstruits car ils menacent ruine en 1781. Les biens de l'abbaye sont vendus comme biens nationaux à partir de 1791. L'église Saint-Marcel est vendue le 2 germinal an II à Antoine Lacoste.
L'église Saint-Sulpice est reconstruite à partir de 1869 sur les vestiges de l'église Saint-Marcel. Les reliques sont transférées dans la nouvelle église le 27 août 1875, jour de la saint Sulpice. 
Elle est bénite par Mgr Dabert le 24 octobre 1875. Dédiée à saint Sulpice, elle est construite en pierre de taille, de style néogothique, selon un plan en croix latine à nef unique. Un revêtement ocre rouge recouvre les voûtes de l’église.

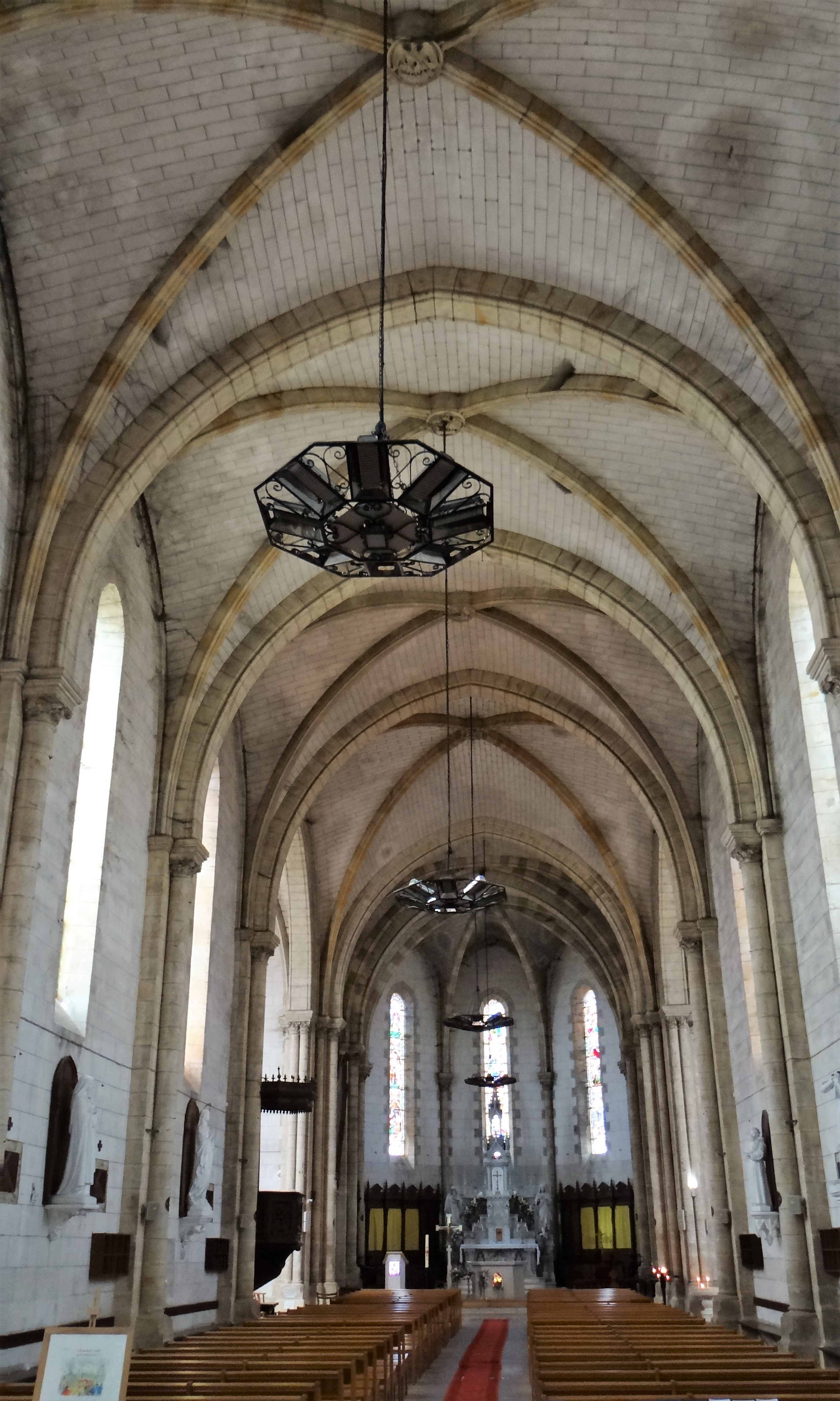
La nef.
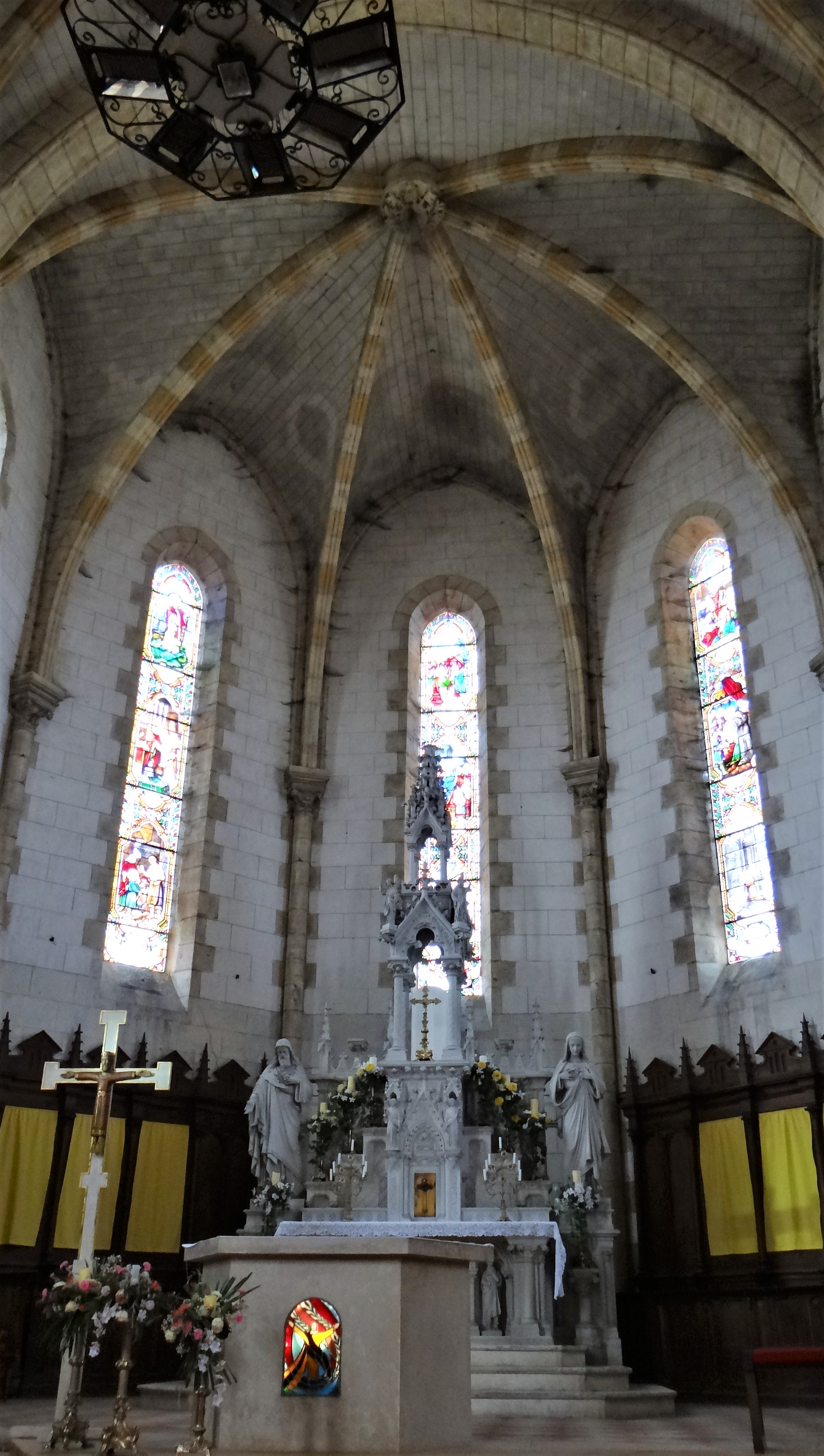
Le chœur

## Mobilier

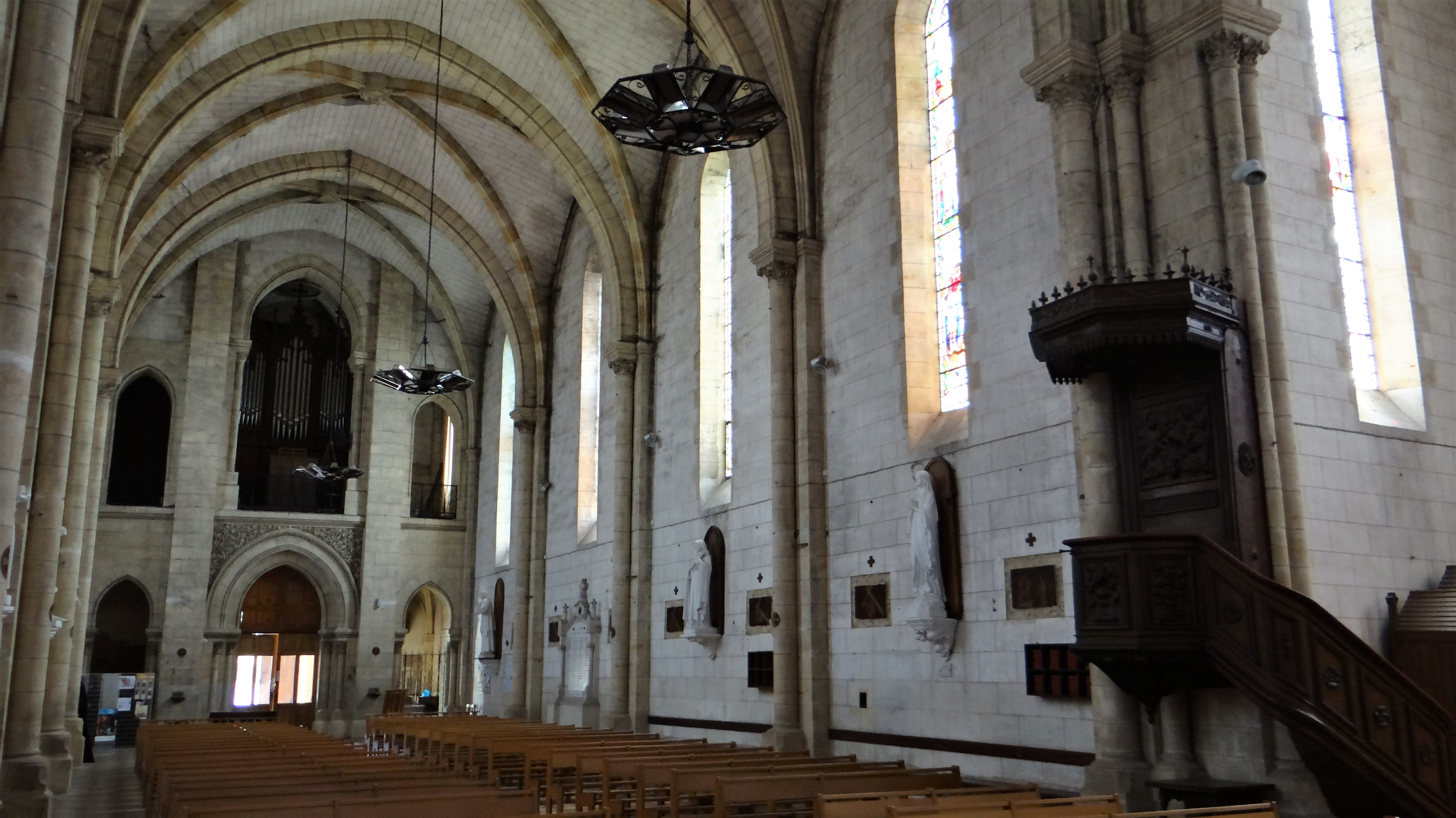
La nef avec la chaire et l'orgue.

Elle comporte du mobilier datant de 1745, comme la chaire et les stalles.

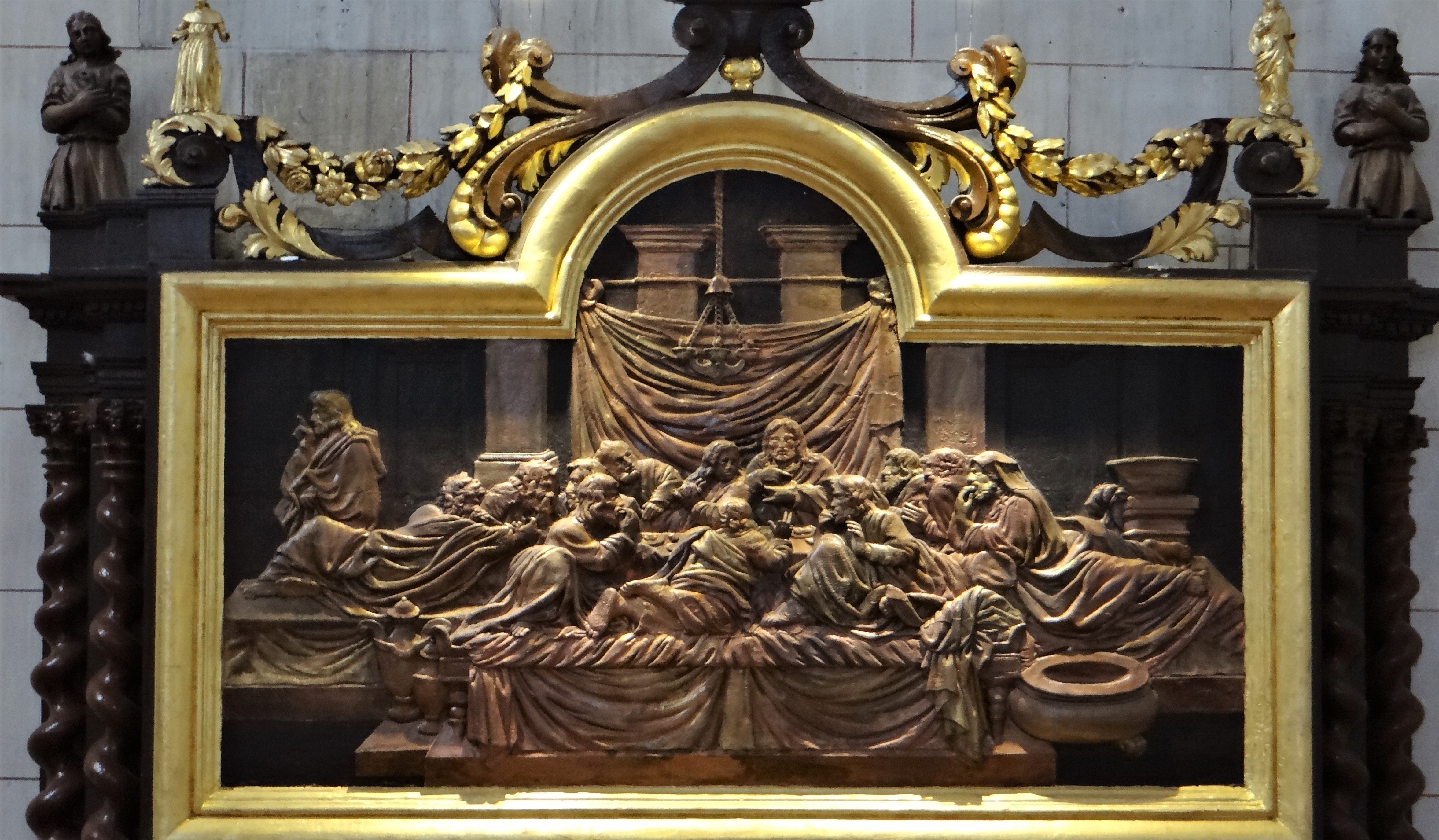
La Cène

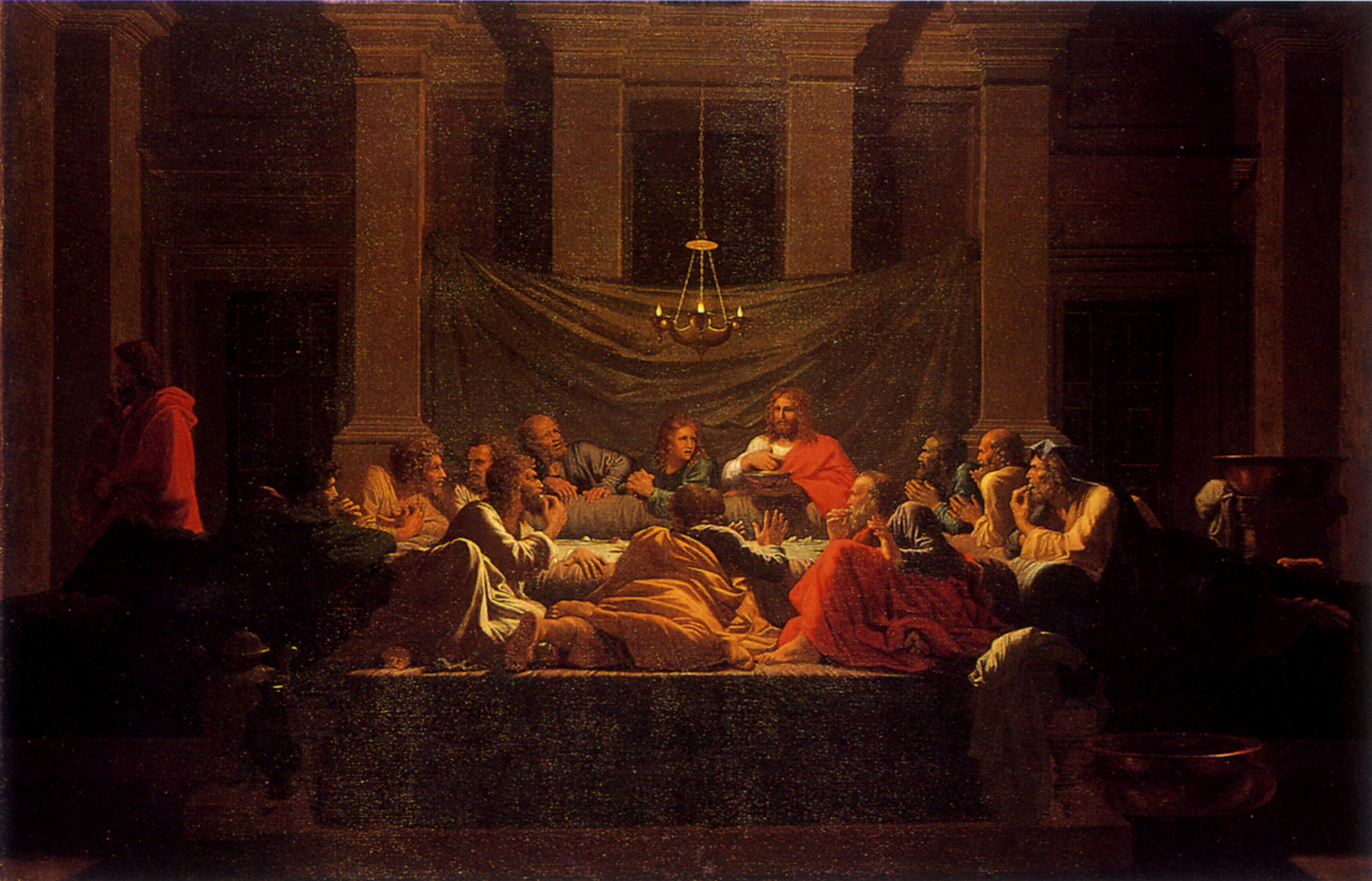
National Gallery of Scotland
La Cène (1647)

Un panneau en bois sculpté, de 2 m de long par 1,20 m de hauteur, représentant la Cène, inscrit au titre objet des monuments historiques le 23 avril 1979, est une copie d'un tableau représentant l'Eucharistie de la seconde série des Sept Sacrements de Nicolas Poussin peint vers 1647 et se trouvant actuellement au National Gallery of Scotlnad. Dans cette représentation de la Cène, Nicolas Poussin a choisi de restituer la scène dans la période antique en plaçant les apôtres allongés dans un triclinium. Ce tableau de Nicolas Poussin représentant L'Eucharistie a été gravé par deux fois par Jean Pesne (Rouen 1623-Paris 1700). C'est la seconde version de la gravure qui a dû servir pour la réalisation du panneau sculpté. Il n'y a aucune trace de la commande de ce panneau. La refondation de l'abbaye du Saint-Sauveur du Bugue a lieu en 1608. Le panneau a probablement été commandé au moment de la reconstruction de l'abbaye, après 1687, qui suit la révocation de l'édit de Nantes.

## Vitraux
Ses vingt-sept vitraux comptent parmi les plus beaux de Dordogne. Ils ont été réalisés par Jean Besseyrias de 1874 à 1876.

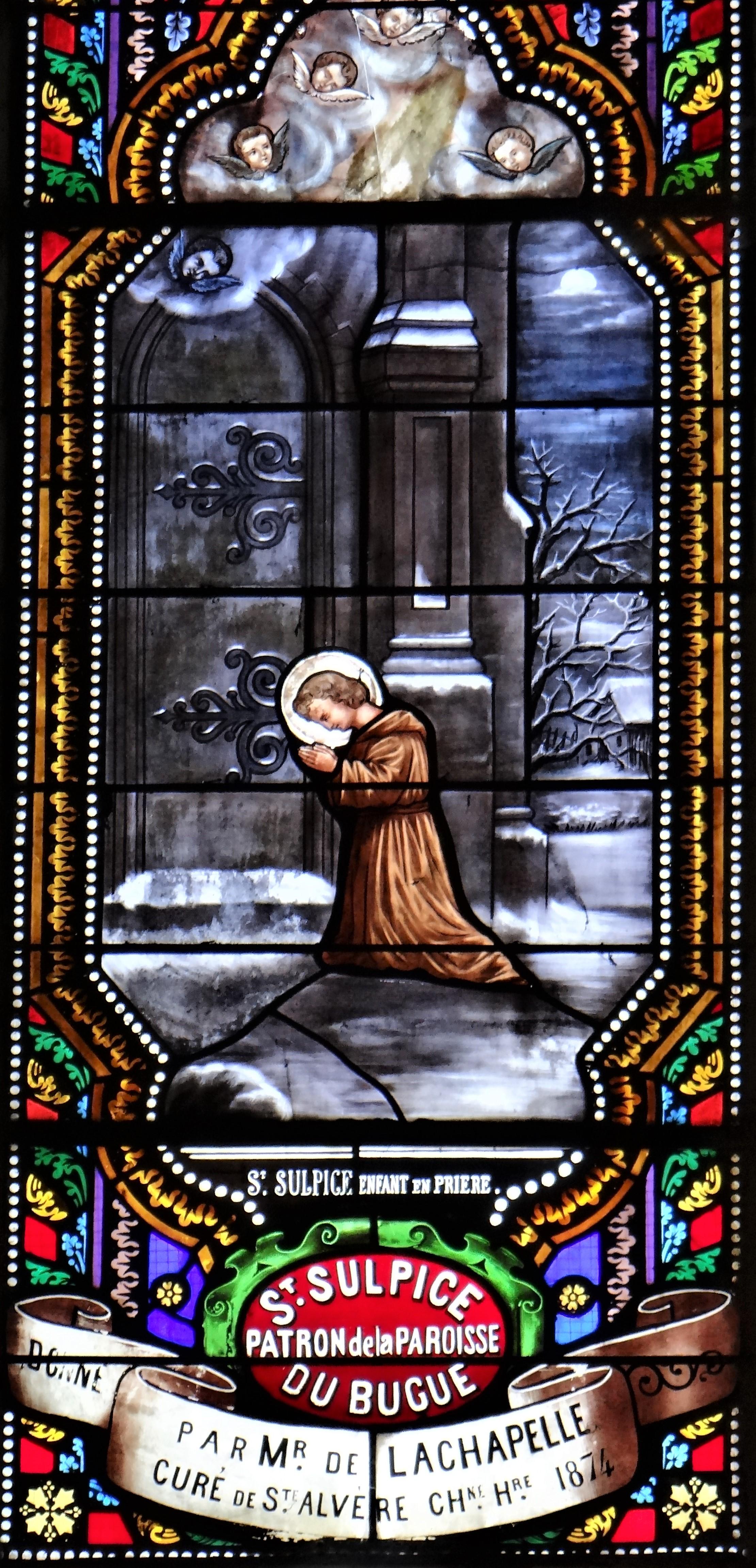
Verrière de saint Sulpice : Saint Sulpice enfant en prière
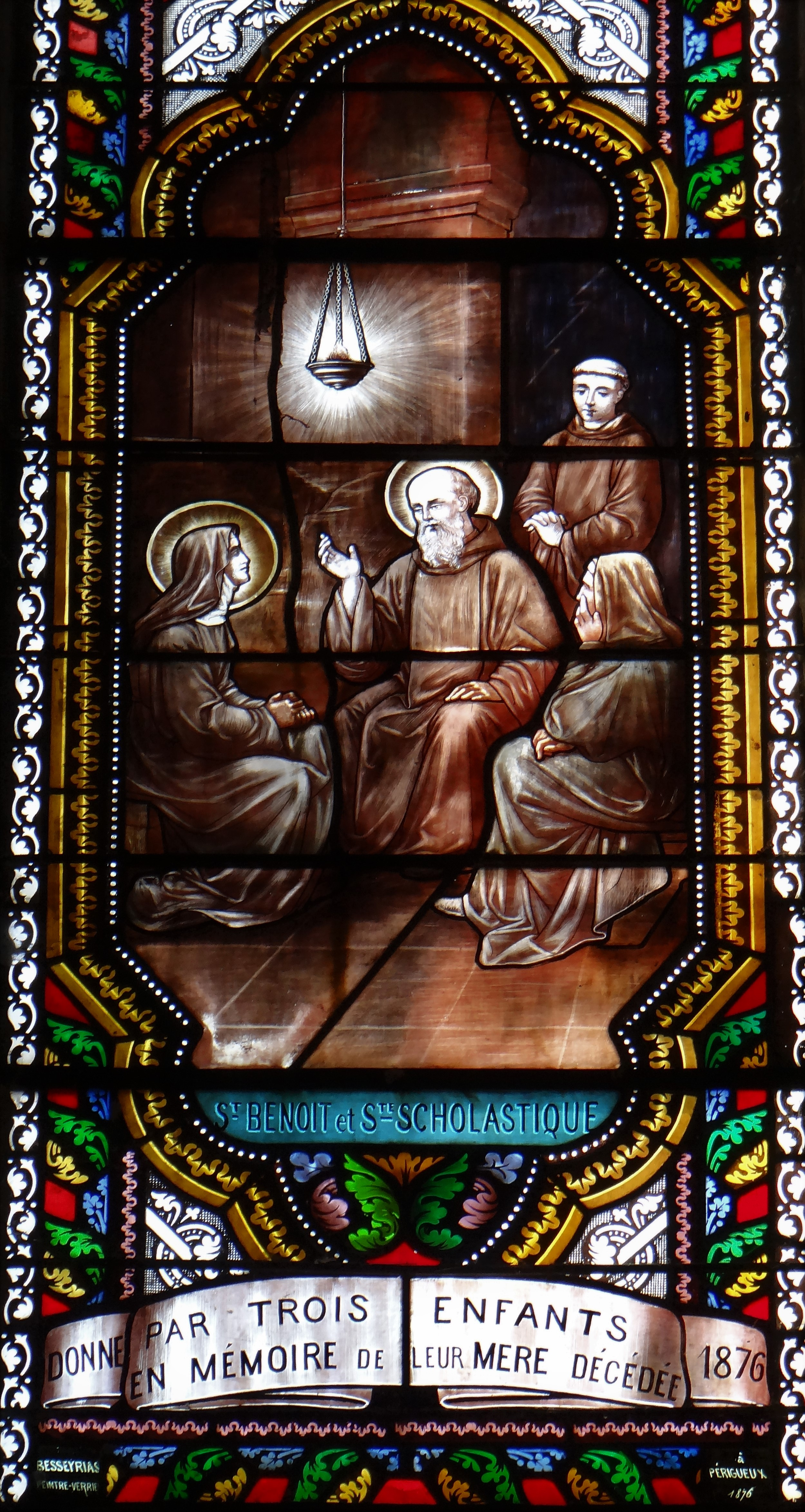
Verrière de sainte Scholastique : saint Scholastique et saint Benoît. Le vitrail est signé Besseyrias peintre verrier, Périgueux 1876.
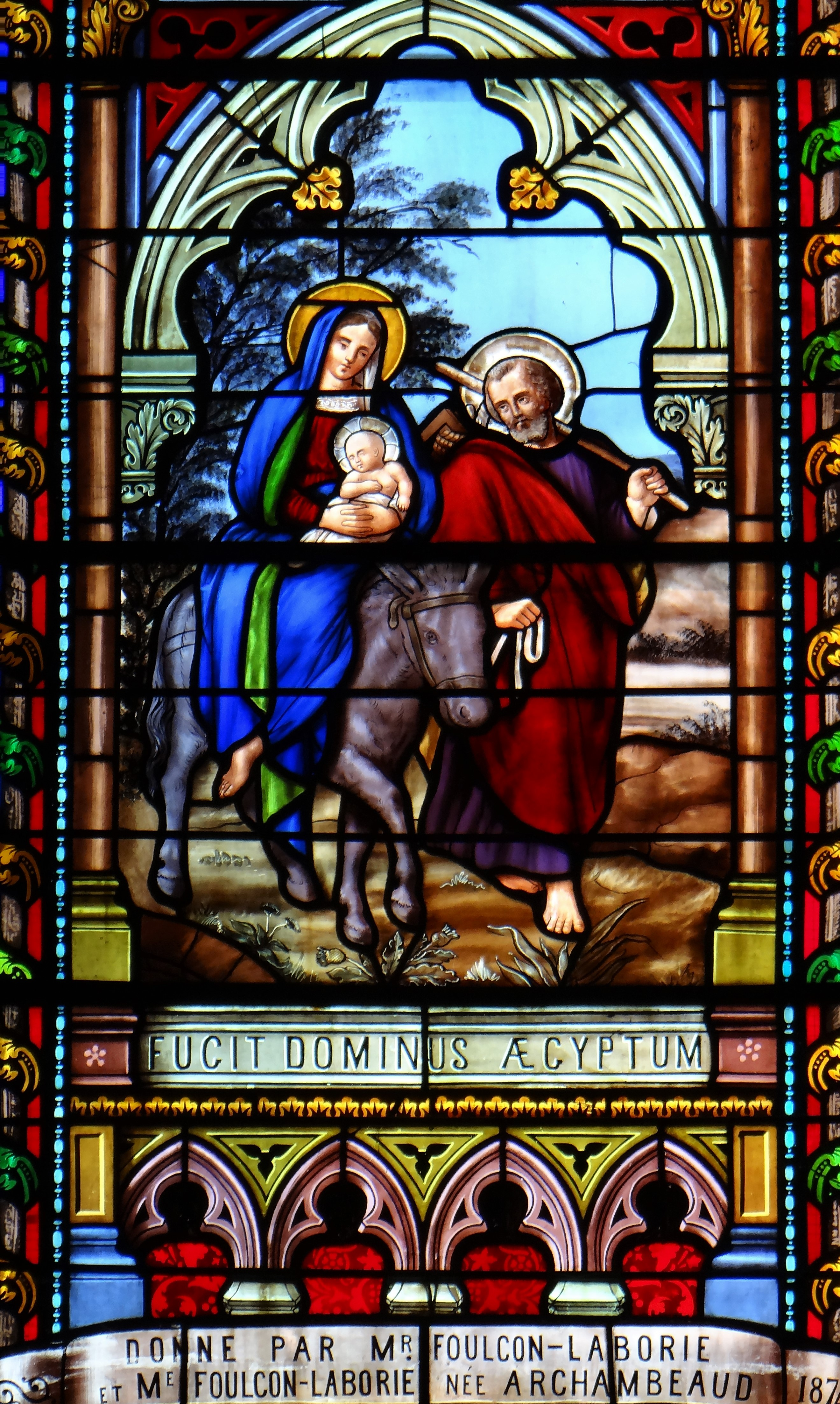
Verrière de saint Joseph : fuite en Égypte
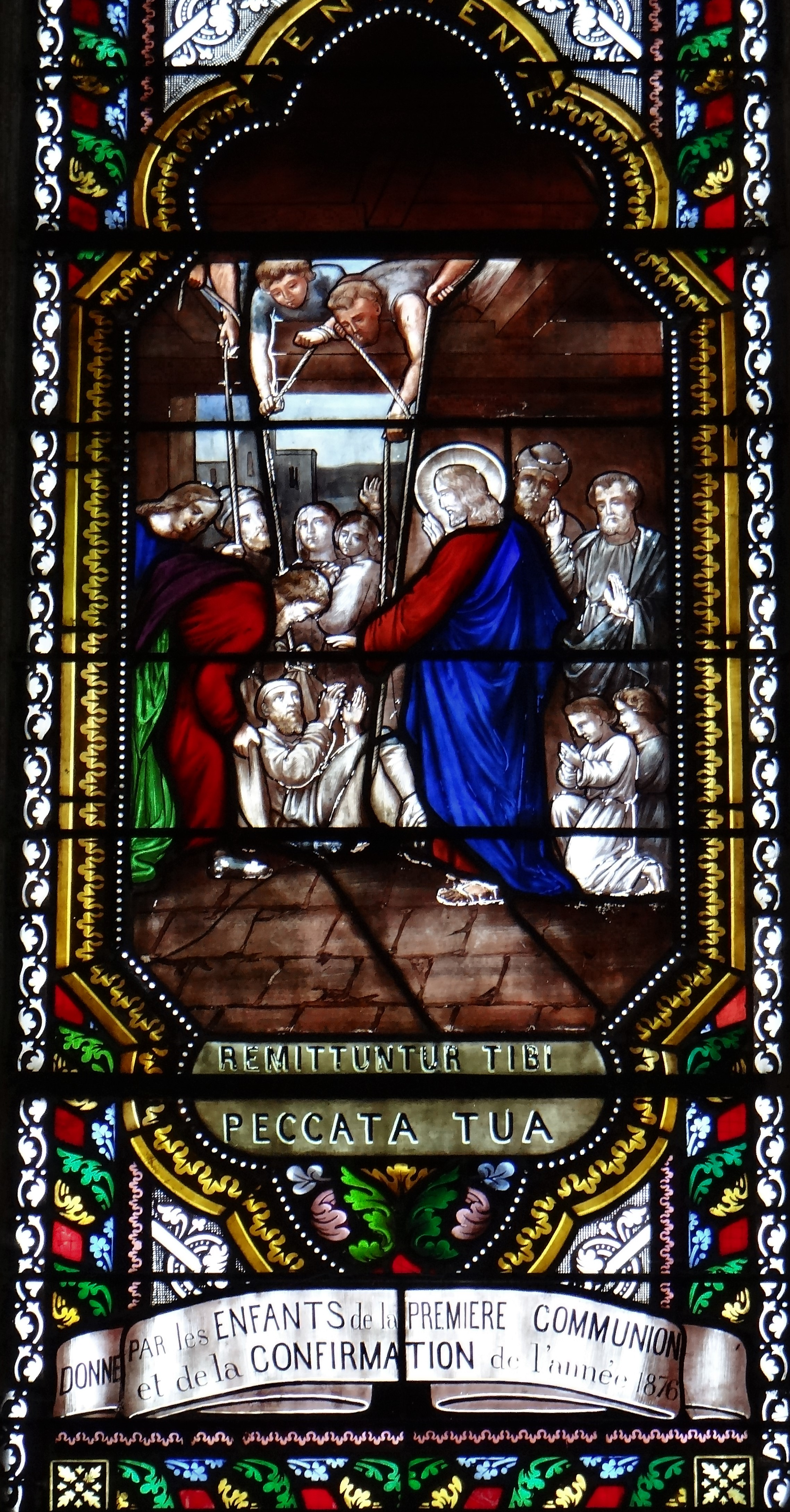
Verrière des Sacrements - Pénitence : Remittuntur tibi peccata tua, Tes péchés te sont remis (Évangile selon Matthieu, chapitre IX, verset 2)
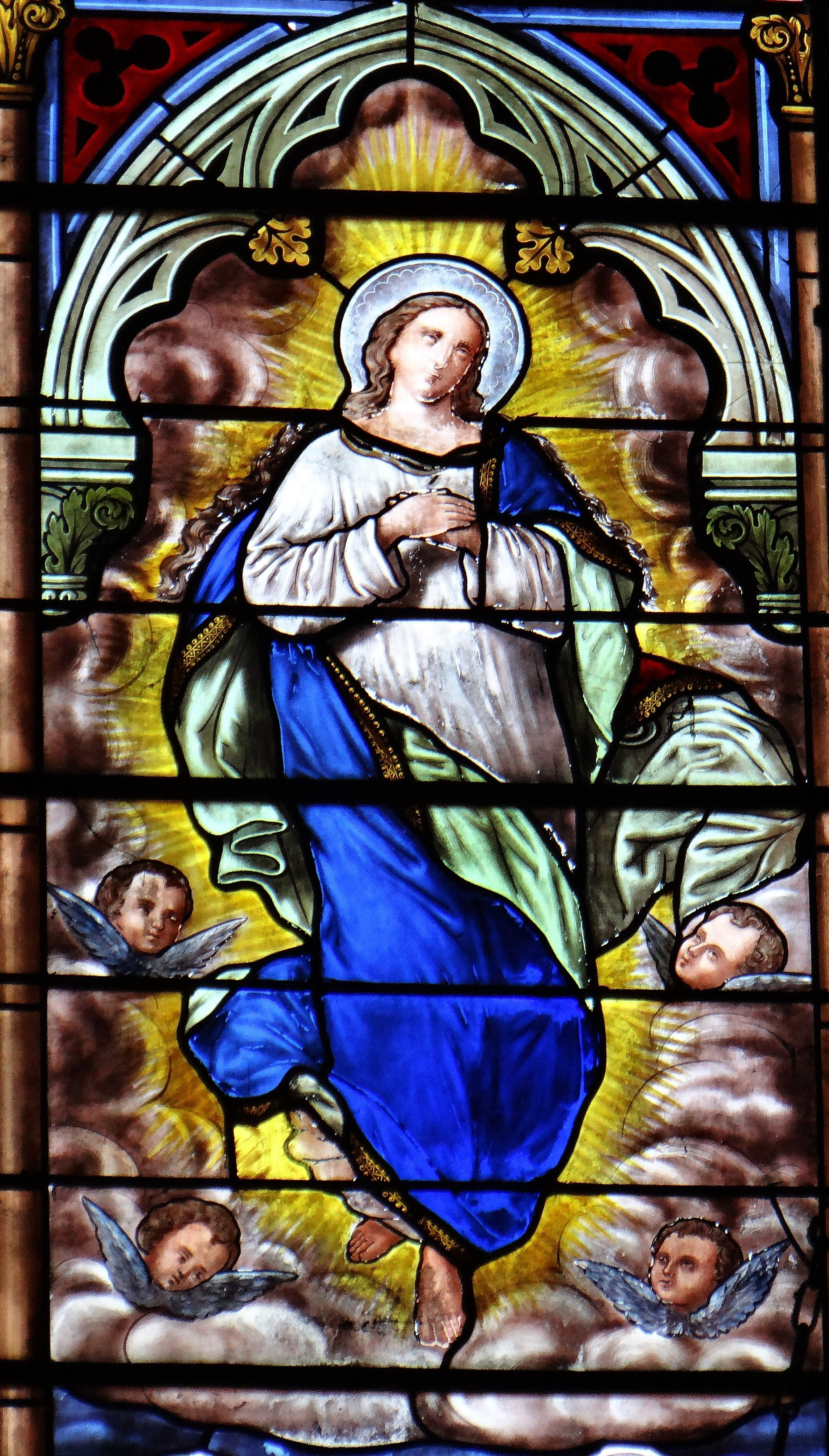
Verrière de la Vierge : Assomption de Marie

## Grand Orgue

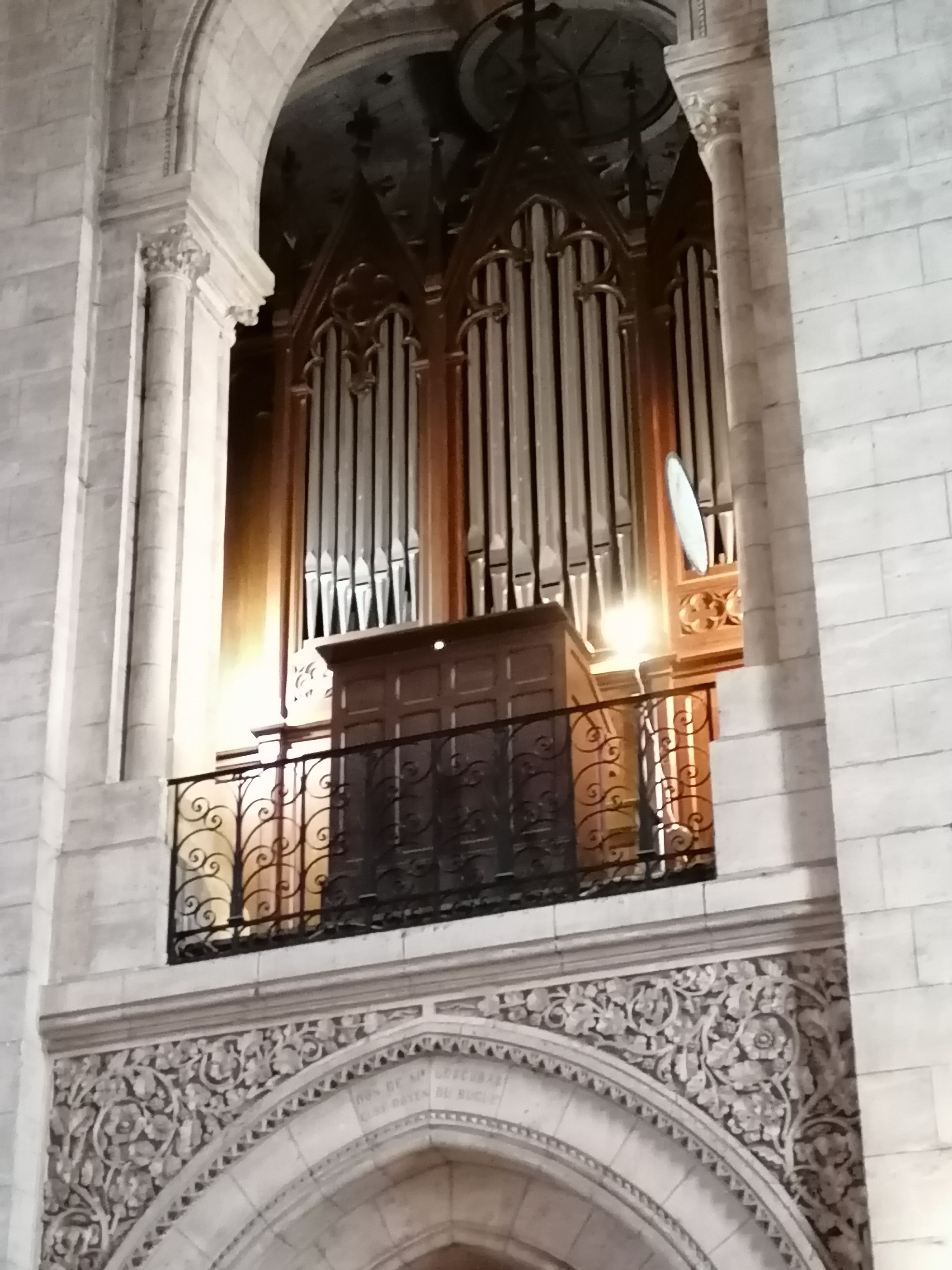
Le Grand Orgue Maille & Wenner du Bugue (Dordogne)

Le grand orgue de l'église Saint-Sulpice fut construit en 1886 par Gaston Maille.
Certain pense que l'orgue aurait été conçut par son maître George Wenner. 
C'est l'un des plus remarquables de Dordogne et de Nouvelle-Aquitaine en raison de ses fonds et de ses anches.
En 1978, la maison Saby restaure l’instrument en changeant un jeu (plein-jeu III contre une Unda Maris) et en refaisant le basson 16 du récit (qui n'a pas changé).
Une restauration de l'instrument est effectuée en 1999 par Bernard Cogez, avec relevage et rajout d'un rang au plein-jeux.
En 2014-2015, Bertrand Cattiaux restaura l'instrument avec une inauguration par Philippe Lefebvre